# Annemarie Seidel
Annemarie Seidel (* 28. November 1894 in Braunschweig; † 30. August 1959 in München) war eine deutsche Schauspielerin und Lektorin.

## Leben
Annemarie Seidel, Mirl genannt, war eine jüngere Schwester der Schriftstellerin Ina Seidel (1885–1974). Als sie knapp ein Jahr alt war, verließ ihre Familie Braunschweig, wo Annemarie Seidel geboren worden war. Ihr Vater, Hermann Seidel, nahm sich im November 1895 das Leben. Ursache war vermutlich ein drohendes Disziplinarverfahren gegen den Mediziner wegen fehlerhafter Behandlungen. Die Familie zog zunächst nach Marburg und später nach München. Dort machte Annemarie Seidel zu Beginn der Weimarer Republik als Schauspielerin Karriere. In dieser Zeit traf sie auf Carl Zuckmayer, mit dem sie 1921/22 zusammenlebte. Lebensgefährlich erkrankt, musste sie dann Zuckmayers feuchte Kellerwohnung in der Matthäikirchstraße 4 – im selben Haus wohnte der Schriftsteller Julius Elias – verlassen. Ihr „Retter“ in dieser Situation war der niederländische Millionär und Musikwissenschaftler Anthony van Hoboken. Er wurde Annemarie Seidels erster Ehemann. Diese Ehe dauerte von 1922 bis 1932. 1935 heiratete sie Peter Suhrkamp. Die Ehe mit Peter Suhrkamp litt in den späteren Jahren unter Annemarie Seidels Alkoholismus. Die Scheidung war bereits beschlossen, doch starb Suhrkamp am 31. März 1959, zwei Tage vor dem Gerichtstermin. Annemarie Seidel starb nur wenige Monate später.
Annemarie Seidel betätigte sich für Suhrkamps Verlag als Lektorin. Ebenfalls übersetzte sie gemeinsam mit Friedrich Podszus den Roman Die Grasharfe von Truman Capote in die deutsche Sprache. Friedrich Podszus war auch der Erbe ihrer letzten Wohnung in der Münchner Ohmstraße.

## Briefwechsel
Annemarie Seidel und Carl Zuckmayer blieben lange Jahre freundschaftlich verbunden. Ihr Briefwechsel dauerte bis 1957. Er wurde im Jahr 2003 veröffentlicht.
Für Mai 2009 war die Veröffentlichung von Briefen Peter Suhrkamps an seine Frau unter dem Titel Briefe an Mirl geplant. Die Briefe stammen aus einem Zeitraum von 1935 bis zu Peter Suhrkamps Tod 1959. Sie hatten lange Zeit als verschollen gegolten. Briefe von Annemarie Seidel an Peter Suhrkamp waren bis dahin nicht gefunden worden. Im Mai 2009 entdeckte der Herausgeber Wolfgang Schopf jedoch mehr als 40 Briefe von Annemarie Seidel an ihren Mann aus der Zeit von April 1944 bis Februar 1945. Somit wurde das Projekt Briefe an Mirl im letzten Moment erweitert. Am 28. März 2016, zu Peter Suhrkamps 125. Geburtstag, wurden schließlich insgesamt 450 Briefe, die Suhrkamp und Annemarie Seidel ausgetauscht hatten, unter dem Titel „Nun leb wohl! Und hab's gut!“ veröffentlicht.